# Herkunftsnachweis (Energiewirtschaft)
Der Herkunftsnachweis (HKN) ist ein elektronisches Dokument, das in Deutschland die Herkunft von Strom bescheinigt. Er dokumentiert die Produktkette und bescheinigt, wie und wo Strom aus erneuerbaren Energien produziert wurde. Gleichzeitig sorgt dieses Dokument dafür, dass diese Qualität nur einmal verkauft werden kann. Der Herkunftsnachweis hilft daher Erzeugern von Strom aus erneuerbaren Energien. Sie können sich für ihre produzierte und ins Netz eingespeiste Strommenge Herkunftsnachweise beim Umweltbundesamt (UBA) ausstellen lassen, sofern der Strom nicht bereits über das Erneuerbare-Energien-Gesetz (EEG) vergütet wird.
In der Stromkennzeichnung auf der Stromrechnung wird dargestellt, wie viel des verbrauchten Stroms aus erneuerbaren Energiequellen stammt. Grundsätzlich gibt es zwei Arten von erneuerbarem Strom: Solcher, den alle Stromkunden über die EEG-Umlage finanzieren, und solcher, der ohne diese Förderung produziert wird. Ersterer wird auf der Stromrechnung mit dem entsprechenden Hinweis auf das EEG ausgewiesen. Das erfolgt unabhängig vom Stromtarif. Strom, der nicht über die EEG-Umlage finanziert wird, aber auch aus erneuerbaren Energiequellen stammt, wird extra ausgewiesen. Für diesen Strom muss der Versorger Herkunftsnachweise in entsprechender Menge beim Umweltbundesamt vorweisen und entwertet haben.

## Gesetzliche Rahmenbedingungen
Die gesetzlichen Rahmenbedingungen für die Verwendung von Herkunftsnachweisen sind im § 42 des Energiewirtschaftsgesetzes (EnWG) geregelt. Dieser besagt, dass der Stromlieferant, beispielsweise das örtliche Stadtwerk, seinen Kunden die Zusammensetzung der Energieträger des gelieferten Stroms (bspw. Kohle, Gas oder erneuerbare Energien) ausweisen muss; dies ist die sogenannte Stromkennzeichnung.
Diese Verpflichtung gilt gem. § 66 Absatz 9 EEG und § 118 Absatz 5 EnWG seit dem Tag der Inbetriebnahme des Herkunftsnachweisregisters (HKNR) im Umweltbundesamt am 1. Januar 2013. Das bedeutet eine Umstellung der Stromrechnung mit Aufnahme der Information nach § 42 EnWG spätestens ab November 2014.

## Herkunftsnachweisregister
Das Herkunftsnachweisregister (HKNR) ist ein elektronisches Register und vergleichbar mit einem Online-Banking System. Im HKNR verwaltet das Umweltbundesamt (Deutschland) den gesamten Lebensweg des Herkunftsnachweises. Es stellt die Herkunftsnachweise aus, überträgt, importiert, exportiert und entwertet sie.
In Deutschland richtet das Umweltbundesamt das Herkunftsnachweisregister ein, um die Vorgaben der europäischen Erneuerbare-Energien-Richtlinie in Deutschland umzusetzen. Gemäß Art. 15 dieser Richtlinie müssen die Mitgliedstaaten ein elektronisches Register für Strom aus erneuerbaren Energien errichten. Diese Aufgabe überträgt das Erneuerbare-Energien-Gesetz dem Umweltbundesamt (siehe § 55 EEG). Näheres zum Herkunftsregister für Gas und zum Herkunftsregister für Wärme und Kälte regelt nun die aufgrund der Verordnungsermächtigung in § 64d EEG erlassene Verordnung über das Herkunftsnachweisregister für Gas und das Herkunftsnachweisregister für Wärme oder Kälte (Gas-Wärme-Kälte-Herkunftsnachweisregister-Verordnung).

## Kritik
Die Herkunftsnachweise gelten auch für Ökostrom und dieser wird für Deutschland häufig importiert. Vor allem Norwegen, mit einem sehr hohen Anteil an erneuerbarer Energie ist ein beliebtes Land um solche Herkunftsnachweise zu erhalten. Es gibt Hinweise, dass Ökostrom aus Norwegen mehrmals gebraucht wurden, anstatt ihn einmal zu verwenden. Ein unveröffentlichtes Gutachten der Kanzlei Becker Büttner Held, zweifelt daran ob das System rechtens ist. Auch ist es möglich, Ökostrom aus Island zu erhalten, obwohl Island keine physische Verbindung zum Europäischen Stromnetz hat, kann der Strom auf dem Papier exportiert werden. So wird 70 % des Isländischen Strom, virtuell exportiert und 30 % wird selbst verbraucht. Jedoch werben Isländische Aluminiumunternehmen damit den Ökostrom selbst zu nutzen und so wird auch dieser Strom doppelt verbraucht. Dies hatte zur Folge, dass der Import von Isländischen Herkunftsnachweise kurzfristig ausgesetzt wurde.
Ein weiterer Kritikpunkt ist die fehlende Zusätzlichkeit. Herkunftsnachweise können für bereits bestehende und je nach Land auch für anderweitig geförderte Kraftwerke ausgestellt werden. Dadurch wird der Ausbau erneuerbarer Energien nicht gefördert. Einige Wissenschaftler kritisieren, dass aus diesem Grund der marktbasierte Ansatz zur Berechnung des Stromverbrauchs, also die Berücksichtigung von Herkunftsnachweisen, generell problematisch ist.